# Сел сир Плен
Сел сир Плен (фр. Celles-sur-Plaine) насеље је и општина у североисточној Француској у региону Лорена, у департману Вогези која припада префектури Сен Дије де Вогез.
По подацима из 2011. године у општини је живело 855 становника, а густина насељености је износила 42,56 становника/km². Општина се простире на површини од 20,09 km². Налази се на средњој надморској висини од 320 метара (максималној 831 m, а минималној 300 m).

## Демографија
| 1962. | 1968. | 1975. | 1982. | 1990. | 1999. | 2011. |
| ----- | ----- | ----- | ----- | ----- | ----- | ----- |
| 1.022 | 961   | 1.030 | 934   | 843   | 840   | 855   |

График промене броја становника у току последњих година